# Эренью, Эусебио
Хосе Эусебио Эренью, также известный как Эусебио Эреньу (исп. José Eusebio Hereñú; 5 ноября 1772, Ногоя — ок. 1835, Пайсанду, Уругвай) — аргентинский военный, федеральный лидер провинции Энтре-Риос в 1810-х годах.

## Биография
Родился 5 сентября 1772 года в Ногое, провинция Энтре-Риос. Сын Сантьяго Эреньу-и-Осорио и Паулы де ла Кальсады, родился в Ла-Бахада (Парана) и поселился в Ногое, где служил капитаном ополчения. Эусебио Эренью женился на Томасе Эскобар, от которой у него было три дочери (Каталина, Казимира и Мерседес) и сын (Ремихио).
Он участвовал в походе Мануэля Бельграно в Парагвай, а после поражения сопровождал генерала в Восточную полосу и обратно в Буэнос-Айрес, хотя вскоре вернулся в Энтре-Риос.
В 1814 году, в начале гражданской войны в своей провинции, Эусебио Эренью стал каудильо Ногои и вскоре распространил свои действия на большую часть западного Энтре-Риос, собрав людей, вооруженных пиками и карабинами, которые боролись против Директории. 21 февраля 1814 года Эусебио Эренью захватил Парану. На следующий день, 22 февраля, он разбил полковника Эдуардо Кауница де Хольмберга в битве при Эспинильо, недалеко от города Парана. Это было первое сражение гражданской войны в Аргентине, которая разделила страну между унитариями и федералистами до 1875 года и предоставила артигистам контроль над западной частью провинции Энтре-Риос.
Эусебио Эренью признал Хосе Артигаса защитником свободных народов, отменил зависимость лейтенанта от правительства Санта-Фе и фактически установил автономию провинции Энтре-Риос. Таким образом, Эренью провозгласил начало создания лиги лидеров городов провинции, признавших его губернатором.
В 1815 году он командовал флотилией каноэ, с помощью которой войска Артигаса пересекли реку Парана, поддерживая автономию провинции Санта-Фе. В конце того же года он, по-видимому, перешел на другую сторону, участвуя в директорском вторжении в свою провинцию, но в конечном итоге остался верен Хосе Артигасу.
В 1817 году он объединился с верховным правителем Хуаном Мартином де Пуэйрредоном против Хосе Хервасио Артигаса, но последний заменил его на посту коменданта Параны и губернатора Энтер-Риоса Хосе Игнасио Вера, брата губернатора Санта-Фе Мариано Вера. Он договорился с несколькими мелкими лидерами о присоединении к Директории, но силы, посланные ему на помощь, были разбиты каудильо Консепсьон-дель-Уругвай Франсиско Рамиресом, который изгнал Эусебио Эренью в провинцию Буэнос-Айрес. В октябре 1818 года он предпринял попытку новой высадки в Паране, но был разбит Рикардо Лопесом Хорданом.
Обосновавшись в Буэнос-Айресе, он, возможно, участвовал в битве при Сепеде, которая ознаменовала конец Директории, на стороне побежденных. Вернувшись вскоре в Энтре-Риос, он предоставил себя в распоряжение губернатора Франсиско Рамиреса, который отвел его на второстепенные должности. Возможно, по этой причине после смерти Рамиреса он вступил в противоборство со своим сводным братом и преемником Лопесом Хорданом, заключив союз с генералом из Буэнос-Айреса Лусио Норберто Мансильей. После свержения Лопеса Хордана он некоторое время сопротивлялся во внутренних районах провинции, пока не был разбит монтонерами Эренью у ручья Хена. Придя к власти, Мансилья не стал дожидаться новой смены стороны со стороны Эренью, которого он отправил пленником в провинцию Кордова. По решению губернатора этого города Хуана Баутисты Бустоса он был заключен в тюрьму в форте Санта-Каталина, недалеко от Ла-Карлоты, откуда он сбежал в марте 1822 года.
Поселившись в Пайсанду, в Восточной полосе, он участвовал во вторжениях Лопеса Хордана в Энтре-Риос в 1822 и 1823 годах, и с тех пор его следы утеряны.
Когда его сын Ремихио женился в 1829 году, его уже считали умершим, хотя другие источники утверждают, что он участвовал во вторжении Лопеса Хордана в Энтре-Риос в 1831 году и что он умер около 1835 года в Ногое.